# John Henry Mandeville
Pour les articles homonymes, voir Mandeville.
John Henry Mandeville, né en 1771 dans le Suffolk et mort à Londres le 16 mars 1861 est un diplomate britannique ayant occupé le poste d'ambassadeur en Argentine pendant 9 années, de 1836 à 1845.

## Biographie

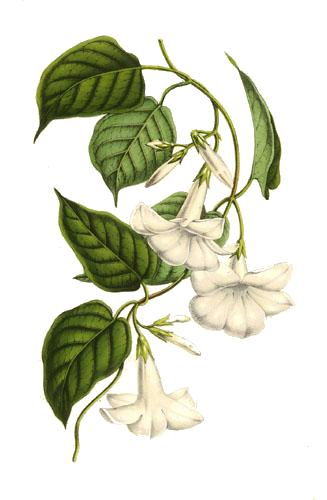
Mandevilla laxa, le « jasmin du Chili », peinte par Charles Lemaire, première espèce de ce genre d'apocynacées rapportée en Europe par JH Mandeville.

Le genre botanique Mandevilla, comportant diverses espèces de plantes vivaces tropicales ou subtropicales de la famille des apocynacées, est nommé en son honneur,.